# Baie Wulaia
La baie Wulaia (en espagnol : bahia Wulaia) est une baie située sur la côte occidentale de l'île Navarino, sur la rive est du chenal Murray, à l'extrémité australe du Chili. Administrativement, l'île de Navarino et la baie Wulaia sont situées sur le territoire de la commune de Cabo de Hornos dans la province de l'Antarctique chilien, au sein de la XIIe région de Magallanes et de l'Antarctique chilien.
Un site archéologique sur les rives de la baie Wulaia abrite des dômes ou tertres mégalithiques liés aux établissements saisonniers des Yagans, il y a environ 10 000 ans. Connu en anglais sous le nom de Wulaia Bay Dome Middens, ce site révèle que les Yagans avaient conçu des nasses à poisson dans certains endroits de la baie. La maçonnerie de ces pièges a survécu, selon C. Michael Hogan, et a été utilisée par les Yagans jusqu'au XIXe siècle.
C'est dans la baie Wulaia que débarquent Charles Darwin et le commandant Robert FitzRoy et qu'ils prennent quatre indigènes pour les emmener en Angleterre, dont Jemmy Button. 
En novembre 1859, un établissement connu sous le nom de Wulaia est le théâtre d'un massacre perpétré par les indiens yagans, au cours duquel tous les membres de l'équipage, à l'exception du capitaine et d'un membre d'équipage, du Allen Gardiner, un navire utilisé par la South American Missionary Society. Ce massacre a été causé par un malentendu et un conflit d'ordre culturel entre les parties. 

### Sources et bibliographie
- (en) Monica A. Lindemann, The Cape Horn Biosphere Reserve : A Cultural History of the Cape Horn Archipelago, University of North Texas, 2008
- (en) Sergio Zagier, Patagonian & Fuegian Channels Map : Chilean Fjords Cruise Chart - Cape Horn, Ushuaia, Magellan Strait, Zagier & Urruty Publishers, 2006 (ISBN 1-879568-96-9)